# Neosybra granulipennis
Neosybra granulipennis là một loài bọ cánh cứng trong họ Cerambycidae.